# Kubaspett
För fågelarten Colaptes fernandinae, se zapataspett.
Kubaspett (Xiphidiopicus percussus) är en fågel i familjen hackspettar inom ordningen hackspettartade fåglar.

## Utseende och läte
Kubaspetten är en vackert tecknad liten till medelstor hackspett. Ryggen är grön, hjässan röd och ansiktet vitt med ett svartaktigt streck från ögat och bakåt. Bland lätena hörs raspiga "gruuh" och snabba stammande "dit-it-it".

## Utbredning och systematik
Kubaspetten placeras som enda art i släktet Xiphidiopicus. Den delas in i två underarter:
- X. p. percussus – förekommer på Kuba
- X. p. insulaepinorum – förekommer på Isla de la Juventud, Cayo Cantiles och Jardines de la Reina

## Levnadssätt
Kubaspetten hittas i olika typer av skogsmarker, även i mangroveträsk. Den ses vanligen i par, ofta på döda eller döende grenar.

## Status och hot
Arten har ett stort utbredningsområde, men tros minska i antal, dock inte tillräckligt kraftigt för att den ska betraktas som hotad. Internationella naturvårdsunionen IUCN listar arten som livskraftig (LC).